# Der Schuß aus dem Fenster
Pour plus de détails, voir Fiche technique et Distribution.
Der Schuß aus dem Fenster est un film muet allemand sorti en 1920. Son réalisateur n'est pas connu.

## Fiche technique
- Titre :
- Titre original : Der Schuß aus dem Fenster
- Réalisation :
- Scénario : Margarethe Schmahl
- Photographie :
- Production : Luna-Film
- Distribution : Luna-Film
- Film :  République de Weimar
- Format :NB – muet
- Durée : 1263 mètres
- Avis de la censure : 01.07.1921, B.03082, interdit à la jeunesse[1]
- Première : mars 1920 au Passage-Theater, Berlin[2]

## Distribution
- Hans Albers
- Rio Ellbon
- Ria Jende
- Albert Paulig
- Josef Reithofer
- Lotte Stein